# Matsumoto Osamu
Osamu Matsumoto (sinh ngày 28 tháng 7 năm 1978) là một cầu thủ bóng đá người Nhật Bản.

## Sự nghiệp câu lạc bộ
Osamu Matsumoto đã từng chơi cho JEF United Ichihara.